# 第15回国会
第15回国会（だい15かいこっかい）は、1952年（昭和27年）10月24日から1953年（昭和28年）3月14日まで開かれた国会である。

## 概要
1952年に行われた第25回衆議院議員総選挙の後で召集された特別国会。1953年度予算の審議をするために開かれた。
召集日に、内閣総理大臣指名選挙が行われ、吉田茂が首相に指名された。
当時の国会法2条の規定に照らせば、例年12月に通常国会を開いて翌年度の予算審議に入り、年をまたいで5月から6月頃までを当初会期とする恒例であったが、議員任期満了などを勘案して8月に開会を前倒しした前回の第14回国会が開会後数日で突如、上記の通り解散総選挙となった。憲法52条に従えば年に1度しか開くことができない通常国会をすでに消化してしまったことから、特別国会として本予算や関連法案の審議を行うことになった（「常会に代わる特別会」）。慣例では、次の会期で開かれるべき通常国会の直前に臨時国会ないし特別国会が開かれていた場合、一旦閉会し、閉会翌日以降、間を空けずに会期を改め、通常国会を開会させて予算審議等を行うことになっているが、このときは前記の憲法規定のため、そのまま会期が続き、日程が通常国会開会時には予定しなかった1953年2月以降にかかることになった（なお、国会法は1991年に改正され、通常国会の召集は1月と定められた）。
1952年12月22日の衆議院議決では99日間の会期延長が可決された。これは日本国憲法下では最長の会期延長議決である。しかし、1953年3月14日の衆議院解散のため実質的な会期延長は82日間に留まった。